# Кызыласу
Кызыласу (каз. Қызыласу, до 2002 г. — Кызылабад) — село в Сарыагашском районе Туркестанской области Казахстана. Входит в состав Жылгинского сельского округа. Код КАТО — 515463400.

## Население
В 1999 году население села составляло 188 человек (99 мужчин и 89 женщин). По данным переписи 2009 года, в селе проживало 179 человек (93 мужчины и 86 женщин).